# Lophiotoma bisaya
Lophiotoma bisaya é uma espécie de gastrópode do gênero Lophiotoma, pertencente a família Turridae.